# Década perdida (Japão)
A década perdida (失われた10年, Ushinawareta Jūnen) é a época após o colapso da  bolha financeira e imobiliária do Japão na economia japonesa. O termo originalmente se referia à década de 1990, mas recentemente a década de 2000 vem sendo incluída, então o período inteiro da década de 1990 até o presente momento é chamado de as duas décadas perdidas (失われた20年, Ushinawareta Nijūnen). No período de 1995 a 2007, o PIB caiu de $ 5,33 para $ 4,36 trilhões em valores nominais, os salários reais caíram por volta de 5%, enquanto o país experimentou um nível de preços estabilizado. Embora haja algum debate sobre a extensão e a medida da retração japonesa, o esforço econômico da Década Perdida está bem estabelecido e os formuladores de políticas continuam a lidar com suas consequências como por exemplo o controle da política por banqueiros nativos que controlam 95% da dívida pública do país.

## Causas
O milagre econômico japonês da segunda metade do século XX encerrou-se abruptamente no início da década de 1990. No final da década de 1980, as anormalidades no sistema econômico japonês alimentaram uma bolha especulativa de grande escala. A relação íntima entre as corporações japonesas e o sistema bancário significava que o crédito era fácil de se obter mesmo quando faltava qualidade ao investimento. Como o economista Paul Krugman explicou, "os bancos do Japão emprestavam mais, com menos preocupação com a qualidade do devedor. Ao fazer isto, eles ajudaram a inflar a bolha econômica a proporções grotescas."
Tentando desinflar  a especulação e manter a inflação sob controle, o Banco do Japão aumentou drasticamente as taxas de empréstimo interbancário no final de 1989. Esta política causou a explosão da bolha e a quebra do mercado de ações japonês. Os preços das ações e ativos caíram levando os bancos japoneses,que estavam excessivamente alavancados, e as companhias de seguro com os livros cheios de dívidas. As instituições financeiras foram socorridas através de injeções de capital do governo, empréstimo e crédito barato do banco central e a capacidade de adiar o reconhecimento de prejuízos, em última análise, transformando-se em bancos zumbis. Yalman Onaran da Bloomberg News, escrevendo no Salon.com, afirmou que os bancos zumbis foram uma da razões para o posterior período de longa estagnação. Adicionalmente, Michael Schuman da revista Time observou que esses bancos continuaram a injetar novos fundos em "empresas zumbis" não rentáveis para mantê-las funcionando, argumentando que elas eram muito grandes para falir. No entanto, a maioria dessas empresas estavam muito endividadas para fazer mais do que sobreviver de fundos de socorro do governo. Schuman acreditava que a economia japonesa não iniciaria sua recuperação até que esta prática terminasse.
Posteriormente, muitas dessas empresas que estavam falindo tornaram-se insustentáveis, e uma onda de consolidação ocorreu, resultando em quatro bancos nacionais no Japão. Muitas firmas japonesas sofreram com pesadas dívidas, tornando-se difícil de obter crédito. Muitos devedores se voltaram ao sarakin (agiotagem). Em 2012, a taxa oficial de juros era de 0,1%, sendo que a taxa permaneceu abaixo de 1% desde 1994.

## Efeitos
Apesar da recuperação econômica moderada na década de 2000, o consumo conspícuo da década de 1980, tais como gastos generosos com whiskey e carros , não retornou ao mesmo nível de antes da crise. Os tempos difíceis da década de 1990 fizeram as pessoas desaprovar a ostentação pública de riqueza, enquanto firmas japonesas como a Toyota e a Sony, que dominavam a indústria na década de 1980, tiveram de combater a forte concorrência de firmas rivais de outros países do Leste Asiático – especialmente da Coreia do Sul. Muitas empresas japonesas substituíram uma grande de sua força de trabalho por trabalhadores temporários, que tinham pouca segurança trabalhista e menos benefícios. Em 2009, esses empregados não tradicionais correspondiam a mais de um terço da força de trabalho. Além disso, para a maior parte da força de trabalho japonesa, os salários estagnaram. De seu pico em 1997, os salários reais caíram, desde então, em cerca de 13% — um número sem precedentes entre os países desenvolvidos.
A economia do Japão ainda está se recuperando do impacto do crash de 1991 e as posteriores décadas perdidas. Levou 12 anos para o PIB japonês se recuperar ao mesmo nível de 1995, e, durante o período, a economia japonesa encolheu em comparação com França, Alemanha, Canadá e Reino Unido – mesmo quando esses países tiveram décadas fracas. Como um grande sinal do mal econômico, o Japão também caiu em PIB per capita. Em 1991, o PIB real per capita no Japão era 14% maior do que na Austrália, mas em 2011 o PIB real per capita havia caído para 14% abaixo dos níveis da Austrália. No espaço de 20 anos, a economia do Japão foi ultrapassada não apenas em Produto Interno Bruto, mas em eficiência do trabalho, embora anteriormente fosse um líder global em ambos.
Em resposta à deflação crônica e ao baixo crescimento, o Japão tentou estimular economicamente e teve um déficit fiscal desde 1991.Esses estímulos econômicos produziram efeitos nebulosos na economia japonesa e contribuíram para o enorme peso da dívida sobre o governo japonês. Expressada como porcentagem do PIB do Japão, o país possuir o maio nível da dívida entre todos os países do mundo, com 240%.
Embora o Japão seja um caso especial, pois a maior parte da dívida pública pertence ao mercado doméstico e ao Banco do Japão, o tamanho da dívida exige grandes pagamentos de juros e é um sinal de preocupação para a saúde financeira do país.

## Interpretação
O economista Paul Krugman argumentou que a década perdida do Japão é um exemplo de uma armadilha da liquidez (uma situação na qual a política monetária é incapaz de diminuir as taxas nominais de juros porque elas estão próximas a zero). Ele explicou a gravidade da bolha especulativa no Japão em 1990, com uma triplicação dos preços das terras e das ações durante a prosperidade da década de 1980. As altas taxas de poupança do Japão, impulsionadas em parte pela demografia da população idosa, possibilitam as firmas japonesas a confiarem exageradamente em empréstimos de bancos tradicionais, ao invés da emissão de ações ou títulos através dos mercados de capitais para adquirir fundos. A relação íntima das corporações com os bancos e a garantia implícita de um socorro governamental criaram um problema de risco moral, levando a uma atmosfera de capitalismo clientelista e reduzindo os padrões de empréstimos. Ele escreveu: "Os bancos japoneses emprestavam mais, com menor atenção à qualidade do devedor. Ao fazer isto, eles ajudaram a inflar a bolha especulativa a proporções grotescas". O Banco do Japão começou a aumentar as taxas de juros em 1990 devido, em parte, a preocupações sobre a bolha, e, em 1991, os preços das terras e ações começaram a cair abruptamente, atingindo, em alguns casos, 60% de seu pico.
O economista Richard Koo escreveu que a "Grande Recessão" do Japão que começou em 1990, foi uma "recessão contábil". Ela foi iniciada por um colapso nos preços das terras e ações, que levaram as firmas japonesas a se tornarem insolventes, o que significou que seus ativos valiam menos que seus passivos. Apesar da taxa de juros zero e da expansão da oferta monetária para encorajar os empréstimos, as corporações japonesas conjuntamente optaram por pagar suas dívidas com a receita de seus próprios negócios ao invés de pegar emprestado para investir, como as firmas normalmente fazem. O investimento corporativo, um componente-chave da demanda do PIB, caiu bastante (22% do PIB) entre 1990 e seu menor nível, em 2003. As firmas japonesas em geral tornaram-se poupadoras após 1998, em oposição aos devedores. Koo argumenta que foi o estímulo fiscal massivo (endividamento e gastos do governo) que compensou esse declínio e possibilitou ao Japão manter seu nível de PIB. Em sua opinião, isto evitou uma Grande Depressão do tipo americana, na qual o PIB dos Estados Unidos caiu em 46%. Ele argumentou que a política monetária foi inócua porque havia uma demanda limitada por fundos enquanto as firmas pagavam seus passivos. Em uma recessão contábil, o PIB cai pelo montante de repagamento da dívida e poupanças individuais não emprestadas, levando ao estímulo governamental como o remédio primário.
O economista Scott Sumner argumentou que a política monetária do Japão era muita rígida durante a década perdida e assim prolongou o sofrimento da economia japonesa.
Os economistas Fumio Hayashi e Edward Prescott defenderam que a performance anêmica da economia japonesa desde o início da década de 1990 deve-se principalmente à baixa taxa de crescimento da produtividade agregada. A hipótese deles têm um contraste direto com as explicações populares que são baseadas em termos de uma crise de crédito ampliada que emergiu como resultado de uma explosão da bolha especulativa. Eles são levados a explorar as implicações de suas hipóteses com base na evidência que sugere que, apesar das dificuldades no setor bancário japonês, o gasto de capital foi em sua maior parte completamente financiado. Eles sugerem que é mais fácil entender os investimentos lentos do Japão em termos dos baixos níveis de gastos de capital e não em termos de restrições de crédito que proibiram as firmas de financiar projetos com valor presente líquido positivo. As políticas monetária ou fiscal poderiam aumentar o consumo no curto prazo, mas a menos que a produtividade aumentasse, haveria um medo legítimo que tal política poderia simplesmente transformar o Japão de uma economia com baixo crescimento e baixa inflação em uma economia de baixo crescimento e alta inflação.
Em sua análise sobre o caminho gradual do Japão para o sucesso econômico e a rápida recuperação, Jennifer Amyx notou que os especialistas japoneses estavam cientes das causas possíveis do declínio econômico do Japão. Pelo contrário, para retornar a economia do Japão de volta para o caminho da prosperidade econômica, os políticos teriam de adotar políticas que causariam, no curto prazo, um dano para o povo e o governo japonês. Sob esta análise, diz Ian Lustick, o Japão estava preso em um "máximo local", que surgiu com os aumentos gradativos em seu nível econômico, definido pela paisagem econômica da década de 1970 e 1980. Sem uma mudança acompanhando na flexibilidade institucional, o Japão era incapaz de se adaptar as condições em mudança e mesmo os especialistas sabendo quais as mudanças necessárias a serem feitas, eles estavam virtualmente impotentes para impor essas mudanças sem instituir as políticas impopulares que seriam danosas no curto prazo. A análise de Lustick é baseada na aplicação da teoria evolucionária e da seleção natural para entender a rigidez institucional nas ciências sociais.

## Dissenso
O jornalista financeiro Eamonn Fingleton defende que não houve década ou décadas perdidas no Japão e a denominação é um mito criado e perpetuado pela mídia para o benefício de interesses de certas pessoas. Em seus artigos "O Mito do Fracasso do Japão" e “O Mito das Décadas Perdidas do Japão” ele demonstra que quando alguém mede o sucesso da economia japonesa pelo padrão de vida e outros tipos de indicadores econômicos, como a força do iene e o superávit comercial do Japão, uma imagem muito diferente do Japão surge. Ele afirma, quanto às "décadas perdidas" do Japão, "... que a apresentação do Japão é um mito. Por muitas medidas, a economia japonesa tem se saído muito bem durante as décadas perdidas, que iniciou com uma quebra do mercado de ações em janeiro de 1990. Por algumas das mais importantes medidas, ela se saiu muito melhor que os Estados Unidos."
Ele defende que não há uma "recuperação" de uma "quebra" se a valoração dos preços das ações e ativos eram artificialmente altas anteriormente. A própria "quebra" é a recuperação, isto é, recuperação a níveis sensíveis e racionais de valoração de ativos. Ele afirma que "em qualquer caso, a implosão desde 1991 [do mercado de ações e dos preços reais das propriedades] meramente restaurou alguma sanidade das valorações que anteriormente tinham se tornado – muito temporariamente - bizarras".  Em termos do alegado baixo crescimento do Japão de cerca de 1% por ano nos últimos 20 anos, ele vê isto como imaterial levando em consideração que o padrão de vida no Japão não foi afetado e, na verdade, melhorou nos anos que se seguiram. Ele afirma que "o povo japonês conseguiu um dos maiores feitos em termos de padrões de vida dos principais países do primeiro mundo, durante a década perdida." De fato, ele alega que quando os métodos de contabilidade adequados são utilizados (isto é, ajustando os resultados do produto interno bruto  em uma base per capita e rejeitando o "método hedonista" de ajustar a inflação como era usado nos Estados Unidos), o Japão realmente passa à frente dos Estados Unidos em termos de performance econômica.
De acordo com Fingleton, os motivos por trás da promoção do mito das "décadas perdidas" são múltiplos. Do lado japonês, os oficiais japoneses se beneficiam do mito visto que ele efetivamente silencia a oposição contra o país durante a década de 1980. Durante essa época, as manufaturas do Ocidente (mais notadamente a indústria automobilística americana) lamentava a ascensão econômica do Japão e alegavam que elas eram incapaz de competir de forma justa com as exportações japonesas, subsequentemente direcionando hostilidades contra o Japão e os japoneses. O mito da "década perdida" efetivamente desvia de forma eficaz e silencia a animosidade econômica que outrora era levantada contra o Japão. Essa crítica hoje é levantada contra a China. No lado ocidental, o mito das "décadas perdidas" faz parecer que a situação econômica americana e europeia não é tão mal quanto realmente é quando são comparadas com a situação econômica do Japão.

## Legado
Após a Grande Recessão de 2007-2009, os governos e comentaristas do Ocidente consideraram a Década Perdida como uma possibilidade econômica distinta da estagnação dos países desenvolvidos. Em 9 de fevereiro de 2009, advertindo das consequências terríveis que a economia dos Estados Unidos estava encarando após a bolha imobiliária, o Presidente estadosunidense Barack Obama citou a "década perdida" como uma perspectiva que a economia americana encarava. Em 2010, o Presidente do Federal Reserve Bank de St Louis, James Bullard advertiu que os Estados Unidos estavam em perigo de "ter um resultado deflacionário ao estilo dos japoneses nos próximos anos".
Mais de 25 anos após o início da quebra do mercado, o Japão ainda está sentindo os efeitos da Década Perdida. No entanto, alguns políticos japoneses tentaram iniciar reformas para tratar a crise da economia japonesa. Recentemente, após Shinzo Abe ser eleito como Primeiro-Ministro do Japão em dezembro de 2012, Abe introduziu um programa de reforma conhecido como Abenomics, que trata dos muitos problemas surgidos com a Década Perdida japonesa. Suas "três flechas" da reforma almejam tratar a baixa inflação crônica do Japão, a produtividade relativa do trabalhador em queda em relação aos outros países desenvolvidos e problemas demográficos originados da população idosa. A resposta dos investidores à reforma anunciada foi intensa, com o Nikkei 225 subindo de uma baixa de cerca de 9 000, em 2008, para 16 000. A Abenomics parece estar levando os indicadores econômicos a retornarem a níveis saudáveis – espera-se que a inflação  atinja a meta de 2% definida pelo Banco do Japão.